# Pierre Manoli
Pierre Manoli né le 15 novembre 1927 au Caire (Égypte) et mort le 9 février 2001 à La Richardais (Ille-et-Vilaine) est un sculpteur français.
Tout au long de sa carrière, il ne cessa de chercher à innover et améliorer ses techniques de sculpture, telles que la fusion du granit à 2 000 °C, qu'il a découverte. Il créa de nombreuses œuvres monumentales dans le cadre de commandes publiques.

## Biographie

### Enfance en Égypte
Pierre Manoli naît en 1927 au Caire et est issu d'une famille d'ascendance grecque et vénitienne. Son père, Auguste Manoli, est un médecin de renom dans la ville et est passionné par les arts. La famille fréquente alors des personnalités du monde artistique. C'est ainsi qu'un ami sculpteur d'Auguste Manoli découvre le talent de son fils qui s'amusait à modeler des personnages et animaux dès 1937. Sur ses conseils, Auguste Manoli décide d'aider son fils à s'épanouir dans cette voie plutôt qu'en médecine, filière pourtant de tradition familiale. En 1947, Pierre Manoli s'inscrit à l'École nationale supérieure des beaux-arts du Caire.

### Études artistiques en France
En 1950, Manoli quitte l'Égypte pour poursuivre ses études artistiques à l'École nationale supérieure des arts décoratifs de Paris, où il obtient le diplôme Henri Matisse en 1955. La même année, il épouse Jacqueline Renaut, qui donnera le jour à deux filles, Sylvie et Anne. Il continue sa formation à l'École nationale supérieure des beaux-arts de Paris en 1956. Il se met alors à modeler la glaise et le plâtre et crée ses premières œuvres autour du thème du mouvement dans l'espace, thème qu'il continuera de développer au cours de sa carrière.

### Période parisienne
Au Salon d'automne de 1958, il expose Les Trapézistes. Georges Boudaille admire son travail et écrit dans Les Lettres françaises : « Manoli avec ses acrobates ouvre une voie nouvelle ». L'année suivante, le sculpteur participe avec ses mobiles à la première Biennale de Paris et au Salon de la jeune sculpture. André Malraux, ministre d'état chargé des Affaires culturelles, témoigne personnellement de son grand intérêt pour ses œuvres[réf. nécessaire]. L'artiste se livre à de nombreuses expérimentations concernant les matériaux qu'il emploie. En 1961, il réalise ses premières projections de métal en fusion dans l'eau et la technique de l'irisation sur laiton.
Manoli participe au séminaire international à l'université Fairleigh-Dickinson (New-Jersey, États-Unis) en 1962. Dans l'attente de livraison de ses matériaux, et dans un excès d'impatience, il braque son chalumeau sur trois cailloux à terre. Les pierres se mirent à fondre au contact du feu. Les premières sculptures en granit fondu, réalisées avec une flamme à plus de 2 000 °C, voient alors le jour.
La même année, il travaille à la flamme des carreaux de céramique, rehaussés parfois de coulées de métal brûlé jusqu'à totale oxydation. C'est également dans les années 1960 qu'il réalise de nombreux travaux de commandes dont les sculptures murales à la caisse nationale du Crédit agricole de Paris. Il reçoit également la médaille de l'électrification Le Mans-Rennes (SNCF) pour sa sculpture intitulée Hommage au rail, installée à Paris à la gare Montparnasse en 1961.
Manoli et son épouse divorcent. Le sculpteur installe alors son atelier dans les anciennes écuries Buffon, rue Poliveau, dans le 5e arrondissement de Paris. Par la suite, Manoli expérimente l'irisation sur acier et sur acier inoxydable. En 1969, il rencontre Britt-Marie Andersson qui devient sa compagne, puis son épouse. En 1971, Pierre Manoli réalise des sculptures cinétiques avec des structures de parapluies. Lors d'une exposition au ministère de l'Intérieur à Paris, organisée par Iris Clert, la troupe de Karin Waehner s'en inspire pour l'une de ses chorégraphies.

### La Bretagne
En 1975, Britt-Marie et Pierre Manoli s'installent à La Richardais (Ille-et-Vilaine), un petit bourg situé au bord de la Rance où il restera pendant plus de 25 ans. À la fin des années 1970 et tout au long des années 1980, en plus de ses œuvres d'atelier, l'artiste réalise de nombreuses œuvres monumentales. Il crée Héliosphère en 1990, œuvre qui lui permettra d'obtenir le prix de la fondation Florence Gould au 24e prix international d'art contemporain de Monte-Carlo.
En 1992, la sculpture La Grande Voile est installée dans le hall rénové de la gare Montparnasse à Paris. En 1995, la Fontaine de vie, sculpture-fontaine, est inaugurée à Chantepie. Il réalise et met en place le mobilier liturgique de la cathédrale Saint-Corentin de Quimper en 1999.
Le 9 février 2001, le sculpteur meurt à La Richardais. Le 8 septembre de la même année est inauguré le musée Manoli, musée privé et jardin de sculptures, dans la demeure de l'artiste. 
Le 27 septembre 2017, les ayants droit du sculpteur font don de l'ensemble muséal et de 411 œuvres au conseil départemental d'Ille-et-Vilaine.

### Modelage
À ses débuts, Manoli modèle la glaise et le plâtre dans une facture classique (L'Homme debout, 1952). Dès 1956, le mouvement devient un élément essentiel de sa recherche, dynamisant ses volumes de bronze parmi lesquels les mobiles — acrobates et danseurs — furent très remarqués (Grand mobile, 1958), ainsi que les monumentaux Trapézistes (1956), sculptures de 2,10 m d'envergure à l'équilibre parfait. Il modèle aussi l'étain (Chouette aux ailes déployées, 1978) et l'aluminium (Écorce d'aluminium, 1961).

### Fusion
Dès les années 1960, il abandonne le modelage préférant le chalumeau pour travailler le métal, la faïence ou le granit. Surnommé « Manoli la flamme » par Pascal Bonafoux, on avait pour habitude de le voir dans son atelier muni de ses lunettes ou de son casque protecteur. En 1962, le sculpteur expérimente la fusion du métal dans l'eau, ses projections faisant surgir du matériau des formes tourmentées, des végétaux ou des animaux. Mais sa plus grande invention réside dans ses granits fondus au chalumeau, à 2 000 °C. Dès 1963, cette technique fera naître du granit des formes puissantes, d'un noir profond. Un granit modifié jusque dans sa nature en autant d'oiseaux, de disques ou de soleils (La Paix, Ma maison, 1965). « Ce bousculeur de formes aime jouer avec le feu et en apprécie autant les colères que les brusques fééries », écrit Jean-Marc Campagne. Chalumeau à la main, Manoli innove en dessinant les plaques de faïence (Galaxie, 1964, Visage I, 1970). Il illumine, en une irisation, le laiton (Couple, 1976), puis l'inox (Le Buste, Couple, 1971) : la lumière vient s'accrocher dans des tons chauds et dorés.

### Assemblages
À la même époque, Manoli s'intéresse aussi aux matériaux de récupération. Les ustensiles de cuisine, les dépôts de ferrailleurs et des quincailliers sont autant de sources où le sculpteur cherche son inspiration. Isolés, assemblés ou soudés, ces objets gardent leur identité. Anoblis par l'artiste, ils se métamorphosent en compositions inattendues, figuratives ou abstraites : ils sont transfigurés. Le regard singulier qu'il porte sur ce trésor du pauvre l'amène tantôt à découvrir la silhouette d'un oiseau dans un soc (Rouge-gorge, 1979), tantôt à chercher un objet avec lequel il pourrait se mettre à dessiner : des clous pour dessiner un arbre (Arbre de Vie, 1980), une chaîne de transmission pour dessiner une figure humaine (Père, 1979, Fille, 1980). Il produit alors l'Héliosphère (1990) ainsi qu’Hommage à Django (1986), en mémoire du célèbre musicien Django Reinhardt. Très souvent, cette recherche aboutie à une œuvre d'art d'une expression abstraite ou à des œuvres cinétiques mécaniques comme ses structures d'armatures de parapluies assemblées et motorisées par un mécanisme caché (L'Œil, Les Araignées, 1971). « Ouvert sur le monde, à la cadence de la respiration de la mer ou celle de l'homme qui emmagasine d'abord des images et qui y réfléchit ensuite. Cet œil marque l'itinéraire intérieur de l'artiste », écrit Daquin. Pierre Manoli décline et approfondit ces motifs, ces thèmes et ces techniques pendant près de 50 ans de création.

## Œuvres dans l'espace public

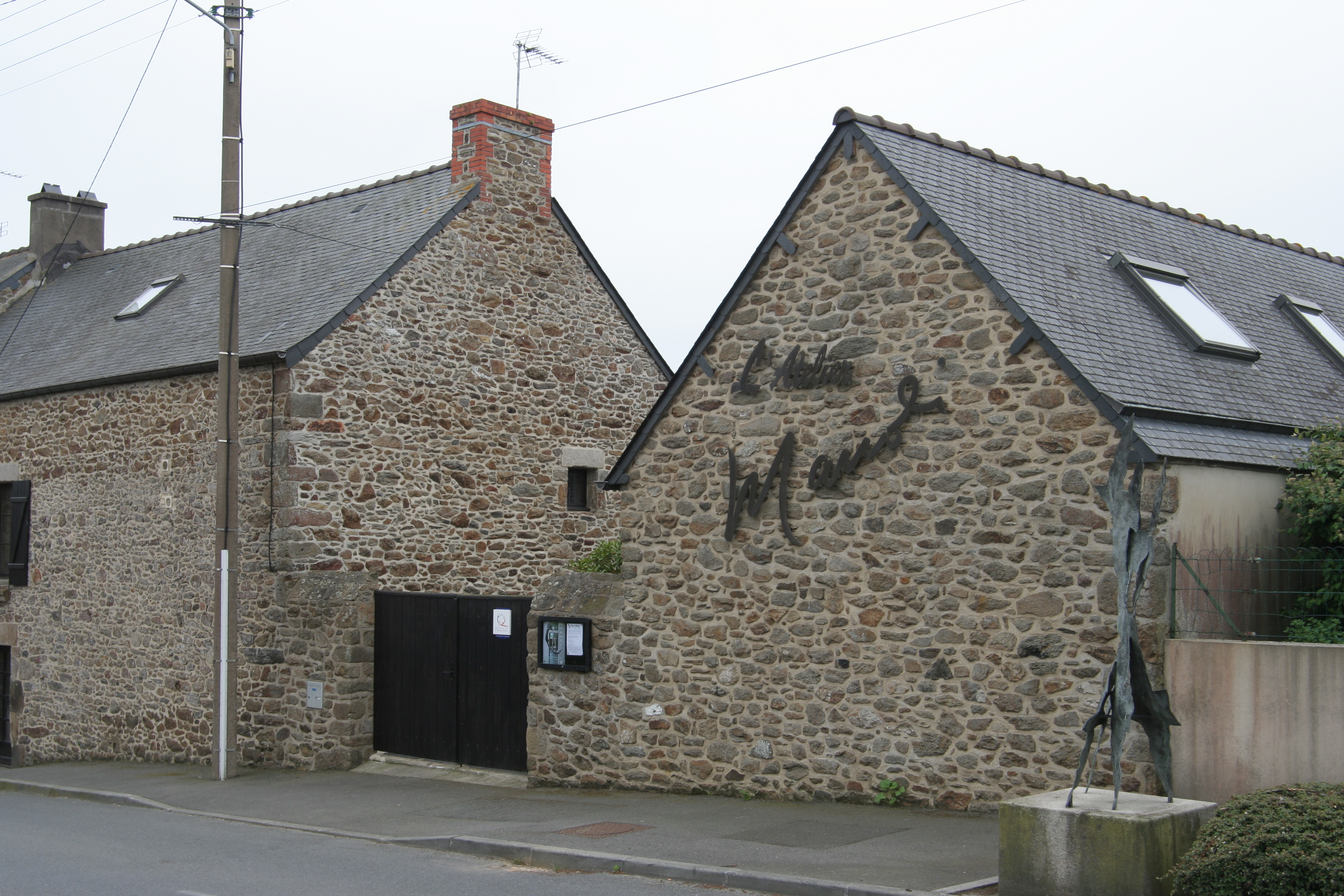
Le musée Manoli à La Richardais.

- Chantepie, place de la mairie : Fontaine de vie.
- Dinard :
  - centre équestre : Couple de chevaux, 1987.
  - Sculpture commémorative du dixième anniversaire du jumelage Dinard-Starnberg, 1989.
- Élancourt, école maternelle Nouvel horizon : Les Roues, 1971, jeux d'enfants.
- La Richardais, musée Manoli : fonds de 300 œuvres[11].
- Le Blanc-Mesnil, groupe Henri Wallon : Rencontre dans l'espace, 1967.
- Les Ulis, parc Courtabœuf, institut Castolin et Eutectic : Temple, 1992.
- Pacé, centre commercial : Légendes de Brocéliande, 1996.
- Paris ;
  - Caisse nationale du Crédit agricole : sculpture monumentale, 1963.
  - gare de Paris-Austerlitz : Les Quatre Saisons, 1975.
  - gare de Paris-Montparnasse :
    - Hommage au rail, 1970 ;
    - La Grande Voile, 1993, porte Océane.

  - université Pierre-et-Marie-Curie : Cheminée, 1980.
- Quimper ;
  - cathédrale Saint-Corentin.
  - lycée Brizeux : L’Arbre de la Connaissance.
- Rennes, chambre de commerce et d'industrie d'Ille-et-Vilaine : Envol, 2000.
- Saint-Suliac : Requiem. Élévation à la lumière, 1995.
- Sevran, centre commercial des Beaudottes : Composition, 1973.

## Expositions
- Du 30 juin au 30 septembre 2012 : La Matière et l'Esprit, espace Richelieu, Richelieu, 60 œuvres[12].